# Złote Grono (biennale)
Złote Grono (znane również jako: Wystawa i sympozjum Złotego Grona lub Przegląd Złotego Grona) – biennale artystyczne w Zielonej Górze, odbywające się w latach 1965–1981.

## Historia
W 1962 Marian Szpakowski zwrócił się z inicjatywą do Zarządu Okręgowego ZPAP pod kierownictwem Juliusza Starzyńskiego o powołanie cyklicznej imprezy artystycznej. Zielonogórska Galeria BWA pełniła rolę centrum organizacyjnego. Ostatnie Złote Grono odbyło się w roku ogłoszenia stanu wojennego, będącego też rokiem likwidacji Galerii BWA. Prace powstałe na wszystkich edycjach festiwalu przekazane zostały do Muzeum Ziemi Lubuskiej. Na kolekcję składa się blisko 300 dzieł sztuki o bardzo różnorodnym charakterze od informelu, taszyzmu, malarstwa materii, abstrakcji geometrycznej, malarstwa metafory po assemblage czy zapisów prac konceptualnych i akcji.
W 1974 roku podczas pleneru w Łagowie Lubuskim ustanowiono „Kartę Łagowską”, regulująca zasady projektowania miast tak, aby tworzyły one przede wszystkim przyjazne otoczenie dla człowieka – otwartej przestrzeni społecznej z poszanowaniem zastanego dziedzictwa kulturowego Ziem Odzyskanych. Plener związany ze środowiskiem Złotego Grona wpłynął na dalsze edycje biennale czyniąc Kartę jedną z głównych koncepcji tej imprezy. Idee, by wspólnie kształtować przestrzeń społeczną i publiczną Zielonej Góry poprzez wprowadzenie nowych efektów wizualno-akustycznych, wykorzystując wrażenia zmysłowe nigdy jednak nie zostały wprowadzone w życie.

## Uczestnicy
W różnych edycjach Złotego Grona brali m.in. udział: Jan Berdyszak, Stefan Gierowski, Irena Jakimowicz, Krystyn Jarnuszkiewicz, Grzegorz Kowalski, Stanisław Lorentz, Stefan Papp, Piotr Perepłyś, Julian Przyboś, Anka Ptaszkowska, Artur Sandauer, Ryszard Stanisławski, Maciej Szańkowski i Magdalena Więcek.

## Znaczenie
Obok Plenerów w Osiekach i Biennale Form Przestrzennych w Elblągu, imprezy w Zielonej Górze są zaliczane do najciekawszych inicjatyw polskiej awangardy lat 60. Przeglądy miały zasięg ogólnopolski i przez pewien czas również międzynarodowy. Dzięki randze Złotego Grona miejska galeria BWA zawdzięcza swój ponad lokalny charakter i historię. W 1985 odbyło się I Biennale Sztuki Nowej w Zielonej Górze powstałe z inicjatywy Zenona Polusa i Zbigniewa Szymaniaka. Biennale miało wypełnić lukę po Złotym Gronie, jakkolwiek nie stanowiło jego kontynuacji.